# Artur Landsberger
Pour les articles homonymes, voir Landsberger.
Artur Landsberger, né à Berlin (Empire allemand) le 26 mars 1876 et mort dans cette ville le 4 octobre 1933, est un romancier allemand également critique littéraire et de cinéma.

## Biographie
En tant que critique social acerbe, Artur Landsberger est persécuté par les nationaux-socialistes nazis. Ses livres ne sont plus autorisés à être publiés. Il prend une overdose de Véronal à son bureau et meurt.

## Filmographie

### Comme scénariste
- 1913 : Gottheit Weib (de) (court-métrage)
- 1914 : Die Perle (court-métrage)
- 1915 : Pension Lampel (de) (court-métrage)
- 1915 : Doch die Liebe fand einen Weg
- 1915 : Zofenstreiche
- 1916 : Der Weg zum Reichtum (de)
- 1916 : Fritzis toller Einfall (de)
- 1917 : Der Fall Hirn (de)
- 1917 : Lache Bajazzo
- 1918 : Puppchen
- 1919 : Lu, a kokott
- 1920 : Moral
- 1920 : Niemand weiß es (de)
- 1920 : Wie Satan starb (de)
- 1921 : Die Geheimnisse von Berlin
- 1921 : Im Strudel der Großstadt (aussi producteur et réalisateur)
- 1921 : Liebestaumel
- 1921 : Menschen im Rausch
- 1921 : Um den Sohn
- 1922 : Das Blut (aussi producteur)
- 1926 : Die vom anderen Ufer
- 1927 : Die Villa im Tiergarten
- 1927 : Einbruch
- 1930 : Einbruch im Bankhaus Reichenbach